# Васючин
Васю́чин (укр. Васючин) — село в Рогатинской городской общине Ивано-Франковского района Ивано-Франковской области Украины.
Население по переписи 2001 года составляло 817 человек. Занимает площадь 14,357 км². Почтовый индекс — 77033. Телефонный код — 03435.